# Szymanowo (powiat śremski)
Szymanowo (pol. hist. Burkowe) – wieś w Polsce położona w województwie wielkopolskim, w powiecie śremskim, w gminie Śrem.

## Położenie
Wieś położona 4 km na zachód od Śremu przy drodze wojewódzkiej nr 310 (Śrem - Czempiń - Głuchowo) nad jeziorem o powierzchni 17,8 ha.

## Historia
Miejscowość pierwotnie była związana z Wielkopolską i trochę inaczej się nazywała. Istnieje co najmniej od połowy XIII wieku i ma średniowieczną metrykę. Po raz pierwszy odnotowana została jako "Burkowe" w łacińskim dokumencie z 1253, według zachowanej kopii z XVII wieku, we fragmencie "hereditas Burkowe quondam vocatur, nunc Simonowe", 1273 "Simanovici", 1309, wg kopii z XV wieku, "Symanovo", 1415 "Symanowo", w 1423, wg kopii z lat 1488-1492 i 1428 "Schymanowo", 1580 "Simanowo".
Wieś była początkowo własnością rycerską, następnie poprzez darowiznę kościelną należącą do bożogrobców miechowskich, potem do zakonu joannitów ostatecznie zaś do kapituły katedry poznańskiej jako uposażenie archidiakona poznańskiego. W 1482 leżała w powiecie kościańskim województwa poznańskiego w Koronie Królestwa Polskiego. W 1510 leżała w parafii Śrem.
W 1253 Szymon kasztelan gnieźnieński w obecności książąt wielkopolskich Przemysła I i Bolesława Pobożnego dał bożogrobcom miechowskim swoją dziedzinę Szymanowo zwaną niegdyś Burkowe. Według zachowanej treści dokumentu tej darowizny gdyby w przyszłości ktoś chciał kwestionować to nadanie, miał zapłacić braciom domu miechowskiego 300 grzywien czystego srebra. W miejscowości w 1273 osobiście przebywali książęta wielkopolscy Przemysł II oraz Bolesław Pobożny, którzy brali udział w wiecu (łac. "colloqium"). Pod wcześniejszą datą 1250 odbył się również wiec z udziałem księcia wielkopolskiego Przemysła I jednak historycy nie mają pewności, że łaciński zapis "in Symanovich" dotyczy Szymanowa.
W 1309 Jan de Zelenicz komandor joannitów poznańskich dał kapitule poznańskiej Szymanowo położone na terytorium śremskim, a w zamian otrzymał Popowo koło Gołuchowa (obecnie jest to Popówek) i klasztor dóbr joannitów w Jedlczy (obecnie Jedlec – Stara Wieś). Szymanowo tak jak poprzednio Popowo miało należeć do uposażenia archidiakona poznańskiego.
W początku XV wieku w procesach sądowych i dokumentach własnościowych odnotowano kmieci szymanowskich. W 1415 Wojciech z Borku toczył spór z kmieciami szymanowskimi, a ich opiekunem był Paszek Chrząstowski, który dowodził, że zabrał konie Wojciechowi z Szymanowa na swoim terenie, „na Borkowie”, a parobka jego ani nie związał, ani nie rozwiązał. W 1416 Wojciech z Borku twierdził, że tenże Wojciech kmieć z Szymanowa nie dostarczył mu koni we właściwym czasie, tak jak ręczył Andrzych. W 1416 imiennie wymieniony został Kunat sołtys szymanowski, który pozwany został przez Sędziwoja Brloka z Manieczek o konia wartości 10 grzywien. W 1428 kmiecie z Szymanowa pozwani zostali przez wieśniaka Stanisława z Psarskiego o szkody wyrządzone mu przez 10 koni. Szczepan syn Sędziwoja Brloka z Manieczek ręczył, że kmiecie szymanowscy zapłacą w ciągu 4 tygodni po trzy grosze od każdego konia. W 1430 kmiecie z Szymanowa toczyli spór sądowy z Sędziwojem Brlokiem z Manieczek o trzodę, którą zajął im na gruntach Manieczek. W  1500 zapis z wizytacji wsi prestymonialnej kapituły katedry poznańskiej Górka koło Śremu ujawnił, że Jasz prawdopodobnie kmieć z Górki, uprawiał rolę w Szymanowie. W 1525 w czasie wizytacji opuszczonej wsi Borek odnotowano, że za dawnego dziedzica Borkowskiego opustoszałe łany kmiece w Borku sprzedane zostały kmieciom z Manieczek i Szymanowa.

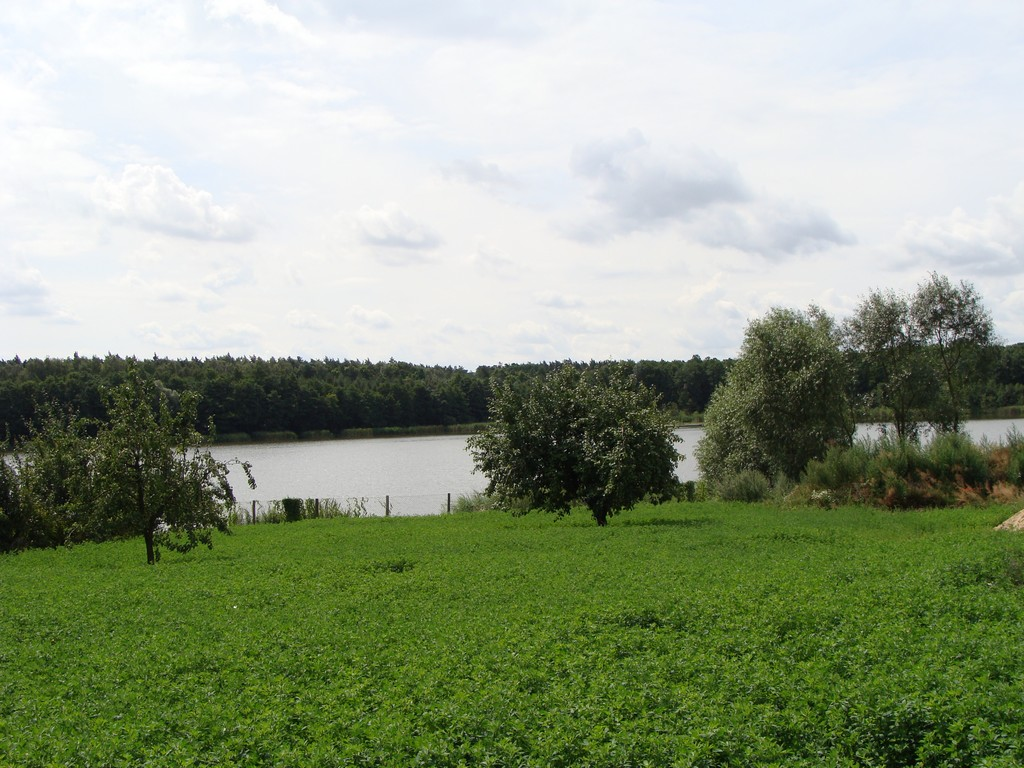
Jezioro

W 1423, według zachowanej kopii z lat 1488-1492, do uposażenia archidakona poznańskiego należała cała wieś Szymanowo. Było w niej 10 łanów, a dochód z niej wynosił wówczas 10 grzywien, po jednej grzywnie z każdego łanu. W Szymanowie odnotowano, że było dobre jezioro. W 1425 Mikołaj archidiakon poznański został odnotowany jako dziedzic szymanowski, toczył spór sądowy z Sędziwojem Brlokiem z Manieczek o bydło, które Sędziwój zagnał do swego folwarku. W 1428 Mirosław Psarski dowodził, że domagał się od Mikołaja Głębockiego archidiakona poznańskiego wymierzenia sprawiedliwości sołtysowi z Szymanowa, a Głębocki odmówił. W latach 1446-1447 Wojciech Ostrowski, który od nazwy wsi Ostrowo przyjął odmiejscowe nazwisko miał zapisane sumy na Szymanowie u archidiakona poznańskiego Mikołaja Głębockiego). Między innymi o te sumy pozwali go w 1446 Hinczka Międzychodzki z Międzychodu koło Dolska, w latach 1446-1447 Krystyn Szelewski z Szelejewa kasztelan krzywiński oraz w 1447 Szczepan Mańczycki z Manieczek. W 1465 kapituła poznańska wyznaczyła swoich przedstawicieli do przeprowadzenia rozgraniczenia wsi Szymanowo, Górka i Rogalinek.
W 1538 odnotowano Grzegorza z Szamotuł archidiakona poznańskiego oraz tenutariusza w Szymanowie, który pozwany został przez Macieja Krzyżanowskiego o to, że Maciej sołtys szymanowski zniszczył dwa kopce graniczne położone na górze Osowa Górka oraz 12 pali wbitych od dawna w błoto (łac. "in luto seu palude") jako kopce graniczne ścienne pomiędzy wsiami Szymanowo i opustoszałą wieś Zgirzyce należącą do Krzyżanowskiego. W 1566 odnotowana została droga z Szymanowa do Śremu, a obok niej las należący do Marcina Szamarzewskiego. W latach 1580-1583 wspomniano "Łozę" bagno pomiędzy Szymanowem, a Manieczkami.
W 1509 archidiakon poznański pobierał z Szymanowa 10 grzywien czynszu, a żaden łan we wsi nie był wówczas opuszczony. W 1510 Szymanowo wraz z lasem i dobrym jeziorem należał do uposażenia archidiakonatu poznańskiego. We wsi odnotowano łany osiadłe ale nie wstawiono w formularzu ich liczby, wymieniono 3 sołeckie łany osiadłe, a mieszkańcy płacili wówczas meszne kaznodziei kościoła parafialnego w Śremie. W 1530 miał miejsce pobór podatkowy od 4 łanów osiadłych, sołtys zapłacił 6 groszy od jednego łana, dwa łany były zniszczone, jak zeznano pod przysięgą, przez grad. W 1538 Grzegorz z Szamotuł archidiakon poznański i tenutariusz w Szymanowie. W 1563 miał miejsce pobór od 7 łanów we wsi. W 1580 pobrano podatki od 6 łanów, jednego łana sołeckiego, jednego zagrodnika. W 1582 pobór zapłaciła kapituła katedry poznańskiej.
Pod koniec XVI wieku leżała w powiecie kościańskim  województwa poznańskiego w Rzeczypospolitej Obojga Narodów. W latach 1975–1998 miejscowość należała administracyjnie do województwa poznańskiego.
Na początku XX wieku istniał folwark należący do hrabiego Cezarego Platera z Góry.

## Zabytki
Zabytkiem wsi znajdującym się w gminnej ewidencji zabytków jest figura Najświętszego Serca Jezusa z 1921. Pozostałymi świątkami we wsi jest krzyż przydrożny oraz figura Krzyża Świętego.

## Demografia
Liczba mieszkańców miejscowości w poszczególnych latach:
| Rok  | Ilość mieszkańców |
| ---- | ----------------- |
| 1998 | 182               |
| 2002 | 171               |
| 2009 | 207               |
| 2011 | 204               |
| 2021 | 278               |

Od roku 1998 do 2021 liczba osób żyjących we wsi zwiększyła się o 52,7%.